# Jimmy Maxwell
Pour les articles homonymes, voir Maxwell.
Jimmy Maxwell (né le 9 janvier 1917 à Stockton (Californie), mort le 20 juillet 2002 ) était un trompettiste américain de swing jazz.
Maxwell joua très tôt du cornet, étudiant avec Herbert L. Clarke au début des années 1930. Il joua avec Gil Evans (1933-34), Jimmy Dorsey (1936), Maxine Sullivan et Skinnay Ennis (en) avant de rejoindre l'orchestre de Benny Goodman de 1939 à 1943. Il joua de nouveau avec Goodman plus tard, y compris durant son tour en Union soviétique en 1962. Il travailla comme musicien de studio pour NBC à partir de 1943, jouant pour le Perry Como Show (1945-63), le Patti Page Show, le Pat Boone Show et The Tonight Show (1963-73). Il fut premier trompette sur des centaines d'enregistrements et de publicités de 1950 à 1980. Il travailla en outre comme sideman pour, entre autres, Woody Herman (1958), Count Basie, Duke Ellington (1973), Oliver Nelson, Gerry Mulligan, Maynard Ferguson, Quincy Jones (1964), le New York Jazz Repertory Company et le National Jazz Ensemble de Chuck Israels. Maxwell joue le solo de trompette du film Le Parrain. Il enseigna également à partir de 1950.
Maxwell travailla enfin avec des ensembles de Dixieland et de swing tels que les New California Ramblers de Dick Sudhalter (en). Il enregistra une session pour Circle Records (en) en 1977. Il cessa d'enregistrer et de jouer sur scène tard dans sa vie mais continua d'enseigner jusqu'en 2001 et mourut l'année suivante.

## Source de la traduction
- (en) Cet article est partiellement ou en totalité issu de l’article de Wikipédia en anglais intitulé « Jimmy Maxwell (trumpeter) » (voir la liste des auteurs).